# Mollaköy, Erzincan
Mollaköy là một thị trấn thuộc thành phố Erzincan, tỉnh Erzincan, Thổ Nhĩ Kỳ. Dân số thời điểm năm 2010 là 1.918 người.